# Eckertal
Eckertal (« vallée de l'Ecker ») est un quartier de Bad Harzburg, ville allemande de l'arrondissement de Goslar, dans le Land de Basse-Saxe. Il est situé tout près de la frontière avec le Land de Saxe-Anhalt, l'ancienne frontière interallemande.

## Géographie

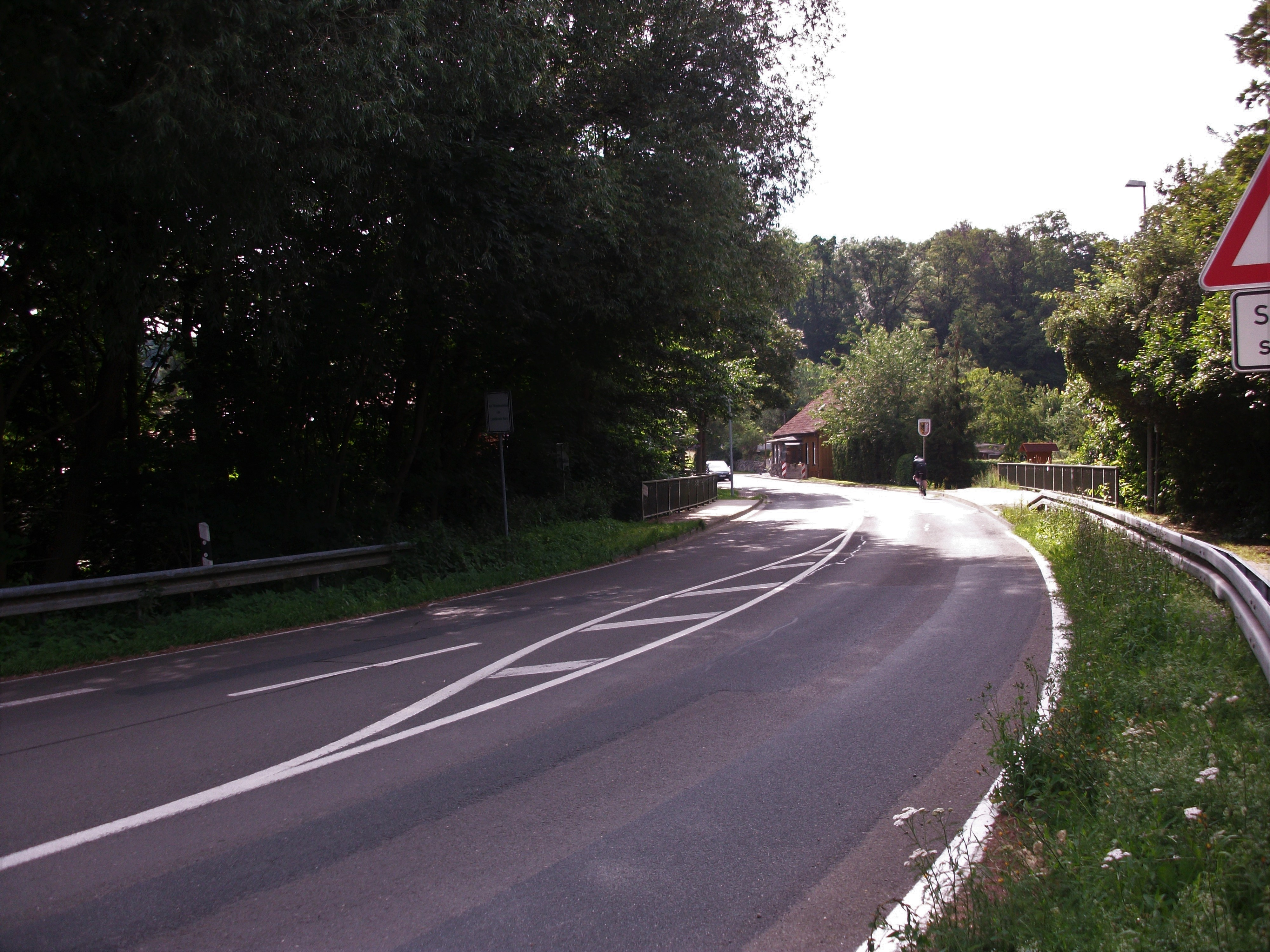
L'ancienne Bundesstraße 6 entre Stapelburg et Eckertal.

Entouré de fôrets, le village-rue d'Eckertal se situe au pied nord du massif du Harz. La situation locale est délimitée à l'ouest par la forêt Schimmerwald et à l'est par la rivière Ecker, un affluent de l'Oker. Alors que le quartier se situe dans le parc naturel du Harz, le parc national du Harz se trouve directement au sud-ouest.
La frontière avec le Land de Saxe-Anhalt, l'ancienne frontière interallemande, continue le long de l'Ecker, immédiatement à l'est des bâtiments. Sur l'autre rive se trouve le village de Stapelburg appartenant à la commune unie de Nordharz, dans l'arrondissement de Harz.

## Histoire
Pendant des siècles, l'Ecker marquait la limite orientale de l'Amt de Harzburg, une subdivision de la principauté de Brunswick-Wolfenbüttel, avec le territoire des comtes de Stolberg-Wernigerode. Dès 1894, une ligne ferroviaire reliant Ilsenburg et Bad Harzburg passe la vallée de l'Ecker. La colonie commença à se former au cours de l'ouverture de la gare d'Eckertal le 30 septembre 1894.
Au cours du réarmement de l'Allemagne sous le Troisième Reich, en 1935/1936, la Wehrmacht fit construire un centre de munitions (Munitionsanstalt ou Muna) pour la Luftwaffe, situé dans la forêt Schimmerwald directement au nord-ouest d'Eckertal et relié à la ligne de chemin de fer. Vers la fin de la Seconde Guerre mondiale, le 10 avril 1945, il est dynamité juste avant l'arrivée de la 83e Division d'Infanterie de l'United States Army. La grande vague de choc détruit les fenêtres de la gare de Bad Harzburg, à sept kilomètres à l'ouest. Ce site de 240 hectares comprend plus de 120 bunkers et un grand nombre de cratères d'explosion jusqu’à 60 mètres de diamètre. Jusqu'en 2012, le service de dépollution des munitions de Basse-Saxe a mené des activités à Eckertal.

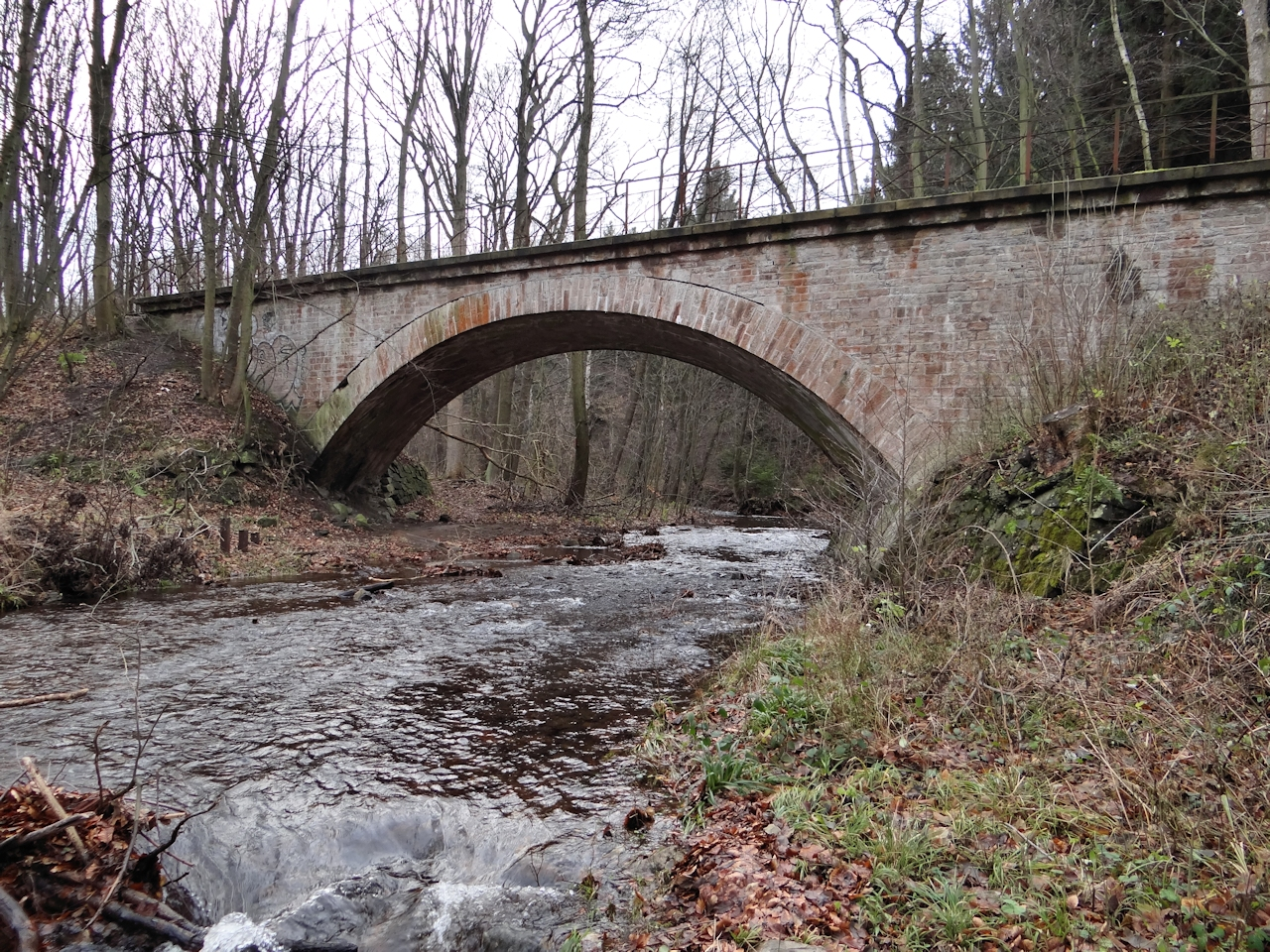
Pont ferroviaire sur l'Ecker.

Après la guerre, Eckertal se trouvait à la frontière de la zone d'occupation britannique avec la Zone d'occupation soviétique, qui est devenu la frontière interallemande en 1949. À la suite de la division de l'Allemagne, la ligne ferroviaire, ainsi que la Bundesstraße 6, est interrompue entre Eckertal et Stapelburg ; la Deutsche Bundesbahn continue à utiliser le tronçon de Bad Harzburg à Eckertal jusqu’à 1973. Ensuite, il fut abandonné et démoli.
À l'époque de la division allemande, Eckertal est une destination populaire. Du côté ouest-allemand se trouve une plate-forme panoramique offrant une vue sur les fortifications de la frontière interallemande, dont on peut encore voir les vestiges. Le barrage de l'Ecker, construit en 1943 dans le haut du village, est sécurisé pendant la division allemande par un mur avec fil de fer barbelé sur le barrage faisant partie de la frontière ; aujourd'hui, il est accessible au public.

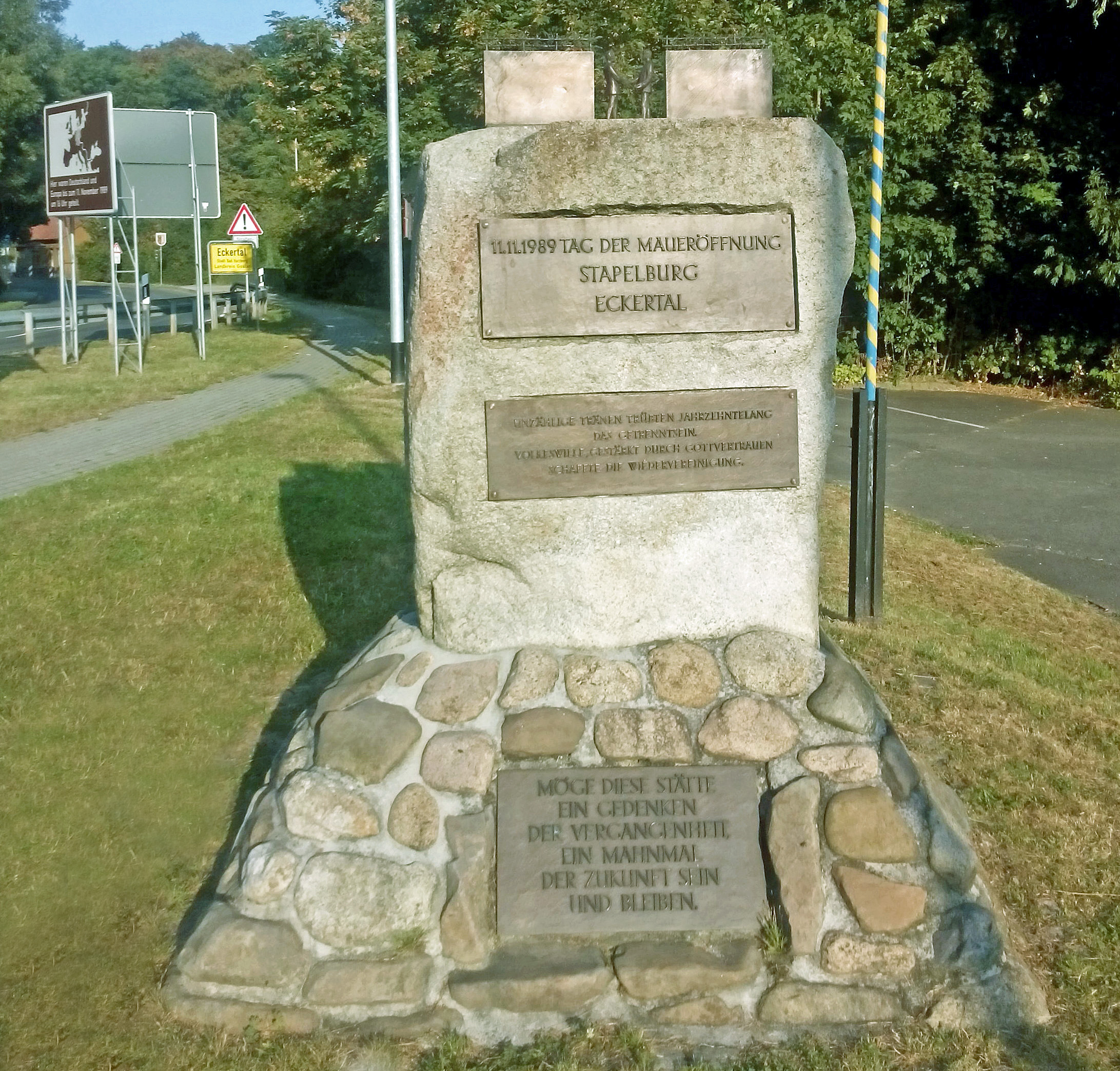
Monument pour l'ouverture du passage frontalier

Le 11 novembre 1989 à 23 h 30, la frontière entre Eckertal et Stapelburg est ouverte. Il s'agit du premier nouveau passage frontalier entre la RDA et la République fédérale d’Allemagne en dehors de Berlin. Le nombre de visiteurs de ce passage de frontière est si important qu'on doit ériger un pont temporaire plus stable sur l'Ecker le même week-end. Ernst Albrecht, ministre-président de la Basse-Saxe, figure parmi les premiers visiteurs du nouveau poste frontière. Une pierre commémorative sur la route entre Stapelburg et Eckertal rappelle cet événement.

## Source, notes et références
- (de) Cet article est partiellement ou en totalité issu de l’article de Wikipédia en allemand intitulé « Eckertal » (voir la liste des auteurs).